# مارشال واس
مارشال واس (انگلیسی: Marshall Wace) شرکت سرمایه‌گذاری بریتانیایی است، که در سال ۱۹۹۷ تأسیس شد.